# 洮砚镇
洮砚乡，是中华人民共和国甘肃省甘南藏族自治州卓尼县下辖的一个乡镇级行政单位。

## 行政区划
洮砚乡下辖以下地区：
坑乍村、拉乍村、杜家川村、古路坪村和纳儿村。